# Drujne, Hoșcea
Drujne (în ucraineană Дружне) este un sat în comuna Lîpkî din raionul Hoșcea, regiunea Rivne, Ucraina.

## Demografie
Componența lingvistică a localității Drujne
     Ucraineană (99,61%)
     Alte limbi (0,39%)
Conform recensământului din 2001, majoritatea populației localității Drujne era vorbitoare de ucraineană (99,61%), existând în minoritate și vorbitori de alte limbi.